# 阿列克谢耶夫斯克 (伊尔库茨克州)
阿列克谢耶夫斯克（羅馬化：Alekseyevsk）是俄罗斯伊尔库茨克州的工人村（市级镇），属基廉斯克区，位于勒拿河右岸，在区行政中心基廉斯克东北、州府伊尔库茨克北偏东方。
1939年设工人村。该地2021年人口有2,133人；2010年人口2,529；2002年人口3,164；1989年人口3,685。